# Scaphium longiflorum
Scaphium longiflorum là một loài thực vật có hoa trong họ Cẩm quỳ. Loài này được Ridl. miêu tả khoa học đầu tiên năm 1916.